# Aflata stsli
Aflata stsli är en insektsart som beskrevs av Melichar 1902. Aflata stsli ingår i släktet Aflata och familjen Flatidae. Inga underarter finns listade i Catalogue of Life.